# Кула на Херкулес
Кулата на Херкулес е древноримски фар в град Ла Коруня, автономна област Галисия, Испания.
Намира се на полуостров на около 2,4 километра северно от центъра на Ла Коруня. Постройката е висока 55 метра и има изглед към северноатлантическия бряг на страната. Построена е преди 1900 години и е реконструирана през 1791 г.
Това е най-старият римски фар, който все още е в употреба, и е вторият по височина морски фар в Испания, след Чипионския фар.
Включен е в списъка на световното културно и природно наследство на ЮНЕСКО От 27 юни 2009 г.
Кулата на Херкулес е служела като фар на входа на пристанището на Ла Коруня от края на първи век от новата ера, когато римляните построили Фарум Бригантиум. Кулата се издига върху скала с височина 57 метра. Нейната собствена височина е 55 метра, от които 34 метра са римския градеж, а останалите 21 метра, състоящи се от две октагонални форми, са издигнати през XVIII век.
Кулата на Херкулес е единственият напълно запазен римски фар, който и днес се използва за морска сигнализация.